# Lightning Network
A Lightning Network é um protocolo de pagamento de segunda camada construído sobre a blockchain do Bitcoin. Seu objetivo é possibilitar transações rápidas, de baixo custo e escaláveis entre participantes da rede, sendo amplamente considerada uma solução ao problema de escalabilidade do Bitcoin.
A Lightning Network permite que dois usuários estabeleçam um canal de pagamento bidirecional, por meio do qual podem realizar um número ilimitado de transações fora da blockchain principal. Apenas as transações de abertura e encerramento do canal são registradas on-chain, o que reduz significativamente a sobrecarga da rede.
Na prática, a Lightning Network permite o uso do Bitcoin como meio de pagamento cotidiano, com mais agilidade e taxas reduzidas, viabilizando desde micro pagamentos até transferências internacionais em tempo real.

## Histórico
A proposta original da Lightning Network foi apresentada em fevereiro de 2015 por Joseph Poon e Thaddeus Dryja, no whitepaper The Bitcoin Lightning Network: Scalable Off-Chain Instant Payments. A implementação inicial foi liderada pela empresa Lightning Labs, que lançou a rede em 2018 com o intuito de viabilizar pagamentos instantâneos e reduzir as taxas associadas às transações on-chain do Bitcoin.
O protocolo ganhou atenção significativa em 2019 com a campanha colaborativa “Lightning Torch”, iniciada pelo usuário pseudônimo hodlonaut no Twitter. A iniciativa envolveu o envio de 100.000 satoshis de forma encadeada entre usuários confiáveis, incluindo personalidades como Jack Dorsey (ex-CEO do Twitter), Charlie Lee (criador da Litecoin), Elizabeth Stark (CEO da Lightning Labs) e Changpeng Zhao (CEO da Binance).
Apesar do entusiasmo inicial, o crescimento da Lightning Network enfrentou obstáculos como complexidade de uso, falhas de roteamento e desafios na liquidez de canais. Nos anos seguintes, esforços da comunidade e de empresas especializadas concentraram-se em tornar a experiência mais simples, segura e acessível para usuários e desenvolvedores.

## Arquitetura e funcionamento da Lightning Network
A Lightning Network é construída como uma segunda camada sobre a blockchain do Bitcoin, utilizando seus recursos de segurança e contratos inteligentes para viabilizar transações off-chain. Ao utilizar contratos inteligentes baseados em scripts nativos do Bitcoin, é possível estabelecer canais de pagamento entre participantes da rede que permitem a realização de transações fora da blockchain principal, com maior velocidade e menor custo.

### Canais de pagamento
Para utilizar a Lightning Network, duas partes abrem um canal de pagamento ao bloquear uma quantidade de bitcoins em um endereço multi-assinatura (2 de 2). Esse evento é registrado na blockchain como uma transação de financiamento. A partir daí, as partes podem realizar diversas transações off-chain atualizando o saldo entre elas de forma cooperativa. A qualquer momento, o canal pode ser fechado e o saldo final será distribuído na blockchain de acordo com o último estado acordado.
Caso uma das partes tente fechar o canal de forma desonesta, transmitindo um estado anterior, a outra parte pode contestar durante um período de disputa e reivindicar todos os fundos como penalidade. Essa proteção é garantida por funções de tempo e scripts como CheckSequenceVerify e CheckLockTimeVerify.

### Hashed  Contracts (HTLCs)
A Lightning Network utiliza contratos do tipo HTLC (Hashed TimeLock Contracts) para garantir segurança e atomicidade em pagamentos roteados por múltiplos nós. Esse tipo de contrato condicional combina hashlocks (uso de um hash para condicionar o recebimento) e timelocks (limites de tempo para reivindicação).
O receptor deve apresentar a pré-imagem de um hash — uma prova criptográfica de que conhece o segredo correto — dentro de um prazo determinado para receber os fundos. Caso não o faça a tempo, os valores retornam automaticamente ao remetente.
Esse mecanismo assegura que o pagamento seja concluído integralmente ou revertido, mesmo em rotas com vários intermediários. Assim, evita-se que alguém receba os fundos sem garantir que a transação foi propagada corretamente até o destinatário final.
Exemplo prático de funcionamento:
1. Charlie, o destinatário, gera um segredo aleatório e calcula seu hash (SHA-256), compartilhando apenas o hash com Alice, a pagadora.
2. Alice quer pagar 1.000 satoshis a Charlie, mas não tem um canal direto com ele. Então, envia o pagamento por meio de Bob, com a condição de que Bob só poderá recebê-lo se apresentar a pré-imagem do hash.
3. Bob, por sua vez, repassa os 1.000 satoshis a Charlie com a mesma condição.
4. Ao reivindicar o valor, Charlie revela a pré-imagem do hash.
5. Bob usa a mesma pré-imagem para reivindicar os fundos de Alice.

Esse modelo garante a integridade da rota: cada participante só é pago se encaminhar corretamente o valor ao próximo.
HTLCs são fundamentais para o funcionamento seguro da Lightning Network, especialmente em pagamentos entre partes que não compartilham um canal direto.

### Roteamento de pagamentos
Quando não há um canal direto entre duas partes, a Lightning Network utiliza um mecanismo de roteamento multi-hop, no qual os pagamentos são encaminhados por nós intermediários conectados por canais bidirecionais. Esse processo é protegido por contratos HTLC, que garantem que o pagamento só será concluído se todas as etapas da rota forem completadas com sucesso.
Para preservar a privacidade dos usuários, o roteamento adota a técnica de onion routing, na qual cada nó conhece apenas o próximo salto da transação, sem acesso à origem ou ao destino final.
A construção de rotas é feita com base na estrutura de conexões entre os participantes da rede, levando em conta a disponibilidade de canais e sua capacidade. Como os saldos dos canais são privados, o remetente pode não ter informações completas sobre a liquidez disponível — o que pode resultar em falhas na entrega do pagamento.
Para mitigar esse problema, algumas implementações adotam estratégias como:
- Testes ativos de rota, que simulam envios para estimar a capacidade dos canais antes de executar a transação real.
- Pontuação probabilística, que analisa o histórico de rotas para estimar a chance de sucesso.
- Pagamentos multi-caminho (MPP), que dividem uma quantia maior em partes menores, encaminhadas por diferentes rotas simultaneamente.

### Blockchain como árbitro
Embora as transações na Lightning Network ocorram fora da blockchain principal, é a própria blockchain do Bitcoin que serve como instância de arbitragem em caso de disputa. Sempre que um canal é aberto, a transação de financiamento é registrada on-chain. O encerramento do canal, cooperativo ou unilateral, também depende da blockchain para validar e efetivar a distribuição dos fundos conforme o último estado acordado.
Esse modelo permite que a Lightning Network ofereça escalabilidade e velocidade sem abrir mão da segurança. Em situações normais, as partes operam fora da blockchain principal (off-chain) com eficiência. Em caso de desacordo, a blockchain garante um desfecho justo e verificável.
A lógica se assemelha à de um contrato jurídico: as partes têm liberdade para cumprir os termos diretamente, mas contam com um mecanismo confiável de resolução de disputas caso necessário.

## Benefícios e limitações

### Benefícios
A Lightning Network apresenta diversas vantagens em relação às transações realizadas diretamente na blockchain do Bitcoin:

#### Velocidade
- Transações via Lightning podem ser liquidadas em questão de milissegundos, enquanto transações on-chain geralmente exigem cerca de 10 minutos para confirmação.

#### Baixo custo
- Como as transações ocorrem fora da blockchain principal, as taxas associadas são significativamente menores, tornando a rede ideal para micro pagamentos e transferências frequentes.

#### Alta escalabilidade
- A Lightning Network permite um número praticamente ilimitado de transações por segundo, limitado apenas pela capacidade computacional e de banda dos nós participantes. Ao operar fora da blockchain principal, a rede contorna as limitações de capacidade de processamento do Bitcoin na rede principal, viabilizando pagamentos instantâneos mesmo em larga escala.

#### Granularidade
- Algumas implementações da Lightning Network possibilitam pagamentos inferiores a um satoshi — a menor unidade da rede Bitcoin. Esse nível de precisão torna viável uma nova gama de casos de uso, como micro pagamentos fracionários, modelos de pagamento por segundo, remuneração de conteúdo sob demanda e integração com sistemas automatizados.

#### Privacidade
- Com o uso de roteamento em camadas (onion routing), apenas os nós diretamente conectados conhecem o remetente e o destinatário de uma transação. Isso proporciona um nível de privacidade superior ao das transações públicas na blockchain.

### Limitações
Apesar dos benefícios, a Lightning Network também apresenta desafios técnicos e operacionais:

#### Gestão de canais
- Para utilizar a rede, é necessário abrir canais de pagamento, o que requer transações iniciais on-chain. Essa necessidade ainda impõe um limite à escalabilidade plena.

#### Liquidez
- A efetivação dos pagamentos depende da existência de liquidez suficiente ao longo da rota. Canais mal provisionados podem levar à falha de transações, especialmente em valores elevados.

#### Complexidade técnica
- A operação de nós Lightning exige conhecimento sobre alocação de liquidez, roteamento e monitoramento constante da rede, o que pode ser uma barreira para usuários menos experientes.

#### Vigilância contra fraudes
- Como o fechamento de canais pode ser feito unilateralmente, é necessário monitorar a blockchain em busca de tentativas de fraude. Esse papel pode ser delegado a watchtowers — nós terceirizados que vigiam a rede e reagem a comportamentos maliciosos.[4]

#### Dependência de conectividade
- Um nó precisa estar online para evitar penalizações no caso de encerramentos desonestos de canais. Embora soluções como watchtowers ajudem, a rede ainda depende de conectividade contínua.

## Ferramentas e implementações da Lightning Network

### Ferramentas e SDKs para desenvolvedores
Várias iniciativas têm se concentrado em simplificar o uso da Lightning Network, especialmente para desenvolvedores e instituições que desejam integrar pagamentos em Bitcoin em seus sistemas sem lidar com a complexidade técnica dos canais, liquidez e roteamento.

#### Lightspark
Fundada em 2022, a Lightspark oferece infraestrutura voltada para o uso corporativo da Lightning Network. Suas ferramentas incluem:
- Lightspark Connect: para implantação automatizada de nós Lightning;
- Lightspark Predict: mecanismo de roteamento inteligente que otimiza caminhos de liquidez;
- SDKs e APIs: facilitam a integração de pagamentos Lightning sem necessidade de gerenciar diretamente a infraestrutura.

#### Breez SDK
Oferece uma solução completa para integrar pagamentos Lightning autocustodiais em aplicativos. O SDK da Breez abstrai tarefas como gestão de canais, alocação de liquidez e operação de nós, permitindo que os desenvolvedores foquem na experiência do usuário.

##### Lightning Dev Kit (LDK)
LDK é uma implementação modular que oferece APIs nativas para múltiplas linguagens de programação, permitindo a execução de nós Lightning em ambientes diversos, como:
- Aplicativos móveis e web;
- Módulos de segurança (HSMs);
- Provedores de serviços Lightning (LSPs);
- Infraestruturas personalizadas.

##### Native (Greenlight)
Essa implementação combina controle do usuário com gestão em nuvem. Utiliza a infraestrutura da Blockstream para fornecer nós Lightning não custodiais, com as seguintes características:
- Nó dedicado por usuário, com controle via dispositivo local;
- Compatibilidade com BOLT11, LNURL, Lightning Address e pagamentos on-chain;
- Watchtower embutido, que detecta tentativas de fraude;
- Conexão com provedores fiduciários, possibilitando conversões entre dinheiro tradicional e Bitcoin de forma integrada.
- SDKs para linguagens como Kotlin, Swift, Python e React Native.

### Plataformas e serviços comerciais
Além de kits e ferramentas técnicas, diversas soluções comerciais surgiram para facilitar o uso da Lightning Network por usuários finais e empresas.

#### Nodeless (via Liquid Network)
A Nodeless utiliza a sidechain Liquid para oferecer pagamentos via Lightning sem que o usuário precise operar um nó. Entre seus recursos:
- Swaps submarinos e reversos: para movimentar fundos entre L-BTC e sats;
- Compatibilidade com protocolos como BOLT11, BOLT12, LNURL e Lightning Address;
- Suporte multiativo, incluindo USDT na Liquid;
- Experiência sem fricção, eliminando taxas de setup e exigência de gestão de canais.

#### Voltage
Fundada em 2020, a Voltage atua como uma provedora de “Lightning-as-a-Service” (LaaS). Oferece uma plataforma completa para empresas que desejam utilizar pagamentos em Bitcoin com baixa latência, taxas mínimas e gerenciamento facilitado de nós Lightning.

#### Amboss Technologies
A Amboss utiliza técnicas de aprendizado de máquina — incluindo algoritmos de reforço aplicados a grafos — para oferecer inteligência de rede na Lightning Network. Suas ferramentas permitem otimizar rotas de pagamento, monitorar liquidez e aprimorar decisões operacionais com base em dados históricos e análise topológica da rede.

#### Strike
Strike é um aplicativo de pagamentos que utiliza a Lightning Network para permitir transferências rápidas, inclusive internacionais, com foco em usabilidade. Voltado tanto para consumidores quanto para comerciantes, o app busca popularizar o uso do Bitcoin como meio de pagamento no cotidiano.

## Carteiras compatíveis
Diversas carteiras de criptomoedas oferecem suporte à Lightning Network, permitindo transações instantâneas, de baixo custo e com maior escalabilidade para o Bitcoin. As soluções disponíveis variam entre modelos custodiais, não custodiais e híbridos, com diferentes graus de complexidade técnica e controle sobre os fundos. Abaixo estão algumas das principais carteiras compatíveis com lightning network atualmente:

### Electrum
- Uma das carteiras mais tradicionais do ecossistema Bitcoin, com versão desktop que oferece suporte à Lightning Network. A Electrum uma carteira não custodial voltada a usuários avançados, com ampla personalização e controle total dos fundos.

### Phoenix (ACINQ)
- Carteira móvel não custodial com foco em simplicidade. A Phoenix dispensa configuração manual de canais e liquidez, gerenciando esses aspectos automaticamente. É desenvolvida pela ACINQ, uma das principais empresas do ecossistema Lightning.

### Misty Breez
- Carteira auto custodial e voltada ao uso cotidiano, a Misty Breez integra recursos como ponto de venda (POS), streaming de podcasts com monetização via Lightning e backup automático. Também dispensa configuração manual de canais e liquidez.

### Muun
- Utiliza um modelo híbrido de carteira cripto que combina segurança com facilidade de uso. A Muun permite transações via Lightning com fallback automático para a blockchain principal. Popular no Brasil, especialmente entre iniciantes.

### BlueWallet
- Carteira móvel que oferece suporte à Lightning através de conexão com nós externos. A BlueWallet opera por padrão como custodial, mas pode ser configurada com nós próprios. O projeto deixou de ser mantido, mas ainda é funcional.

### Cash App
- Aplicativo de pagamentos popular nos Estados Unidos, com integração direta com a Lightning Network. O CashApp é custodial e focado na simplicidade para o usuário final.

### Klever Wallet
- Carteira multi-blockchain com suporte à Lightning Network. A Klever Wallet dispensa configuração manual de canais, nós (nodeless) e liquidez, sendo voltada a usuários que interagem com diferentes redes além do Bitcoin.

### Wallet of Satoshi
- Uma das carteiras mais simples para utilizar a Lightning Network. A Wallet of Satoshi é completamente custodial, ideal para iniciantes ou situações onde a conveniência é prioridade, como eventos e experiências educacionais.

## Casos de uso
A Lightning Network foi desenvolvida para permitir pagamentos rápidos, baratos e escaláveis em Bitcoin, resgatando a proposta original da moeda como um sistema de dinheiro eletrônico ponto a ponto. Desde sua implementação, a rede tem sido aplicada em uma variedade de contextos no mundo real:

### Micro pagamentos e comércio cotidiano
A baixa latência (tempo mínimo entre o envio e a confirmação do pagamento) e as taxas reduzidas tornam a Lightning Network ideal para pequenos pagamentos — como a compra de café, gorjetas digitais ou acesso a conteúdos sob demanda. Casos experimentais, como máquinas de venda acionadas por Lightning e serviços baseados em microtransações, demonstram sua versatilidade em ambientes cotidianos.

### Remessas internacionais
A Lightning Network oferece uma alternativa eficiente aos sistemas tradicionais de envio de dinheiro entre países. As transferências podem ser realizadas de forma quase instantânea, com taxas significativamente menores e sem a necessidade de intermediários financeiros, beneficiando especialmente usuários em países com infraestrutura bancária limitada.

### Integração com redes sociais e monetização de conteúdo
Com a Lightning Network, é possível realizar pagamentos instantâneos em plataformas sociais e de conteúdo. Isso viabiliza modelos de monetização via gorjetas e micro-doações em redes como Nostr, X (antigo Twitter) (por meio de bots ou integrações) e blogs, oferecendo uma alternativa à publicidade ou assinaturas.

### Pagamentos móveis e pontos de venda
O suporte a Lightning em carteiras móveis e sistemas de ponto de venda (POS) permite que o Bitcoin seja usado para transações em estabelecimentos comerciais. Com confirmação quase imediata, o pagamento via Lightning se torna prático para compras presenciais e de pequeno valor.

### Iniciativas comunitárias e inclusão financeira
A Lightning Network tem sido adotada por comunidades ao redor do mundo como ferramenta de inclusão financeira, promovendo economias circulares baseadas em Bitcoin. Esses casos demonstram como a tecnologia pode ser utilizada para fortalecer o comércio local, facilitar a educação financeira e reduzir a dependência de sistemas bancários tradicionais.

#### Exemplos no Brasil

##### Rolante (RS)
- Reconhecida como um polo de adoção de Bitcoin no Brasil, Rolante conta com mais de 200 comércios que aceitam pagamentos via Lightning. A iniciativa "Bitcoin é Aqui" promove treinamentos, infraestrutura local e engajamento da comunidade para fomentar uma economia circular baseada em Bitcoin.

##### Jericoacoara (CE)
- Apelidada de "Bitcoin Beach Brasil", a vila turística de Jericoacoara implementou pagamentos via Lightning em diversos estabelecimentos, beneficiando moradores e turistas. A comunidade também desenvolveu ações educacionais, como a distribuição de carteiras Lightning para estudantes e professores.

##### Santo Antônio do Pinhal (SP)
- Inspirada pelo exemplo de Rolante, a cidade de Santo Antônio do Pinhal iniciou a aceitação de Bitcoin no comércio local com o objetivo de incentivar o turismo ligado a criptomoedas e promover educação financeira baseada em tecnologias descentralizadas.

##### São Thomé das Letras (MG)
- Outro destino turístico que incorporou a Lightning Network ao seu ecossistema comercial. A cidade de São Thomé das Letras também promove atividades educativas voltadas à adoção do Bitcoin e à capacitação de comerciantes e moradores.